# Leonardo Montero
Leonardo César Montero (Villa Carlos Paz, provincia de Córdoba; 18 de septiembre de 1970), conocido artísticamente como Leo Montero, es un
actor y presentador de radio y televisión argentino.

## Biografía
En su juventud practicó fútbol, judo y natación, pero también básquetbol, deporte en el cual se destacó jugando para Club de Pesca de Villa Carlos Paz, Córdoba. Buscando jugar profesionalmente, tuvo pruebas en Atenas de Córdoba, Belgrano de San Nicolás y Vélez Sarsfield, pero fue el equipo santiagueño de Olímpico el que terminó por reclutarlo. Allí jugó hasta alcanzar las categorías mayores. Aunque no prosiguió una carrera como jugador profesional de básquetbol, Montero siguió practicando ese deporte asiduamente en torneos amateurs de diversas categorías.
Se instaló en la ciudad de Córdoba, donde estudió periodismo, locución y oratoria, mientras en paralelo estudió para ser traductor de inglés. Comenzó a incursionar en los medios en su provincia natal, conduciendo programas de radio e interviniendo en programas de televisión. 
En 1994 partió rumbo a Buenos Aires, donde se ocupó como movilero de Canal 9.
En 1997 conduce el programa de premios adivina adivinador por TELEFE con participación Toti Ciliberto.
En el año 2001 fue invitado al programa Sábado Bus, conducido por Nicolás Repetto, donde participó de la sección "Macho Bus", lo que le sirvió para incrementar su popularidad. 
Desde 2006 hasta 2015 fue el conductor del programa AM, Antes del Mediodía junto a Verónica Lozano, que se emitía de lunes a viernes a la mañana, a través de la señal Telefe. El programa tuvo tanto éxito que incluso en 2011 la dupla Montero-Lozano condujo PM, Pasado el Mediodía, que era el mismo programa sólo que en diferente horario.
En el mismo medio también condujo desde enero de 2006 hasta julio de 2010 el programa 100% Lucha, que intentó popularizar la lucha libre profesional en la Argentina. 
En 2011 fue invitado a conducir el programa de deportes Planeta Bonadeo, sustituyendo por algunas emisiones a Gonzalo Bonadeo, conductor original de dicho programa.
Desde el 2008 relata partidos de los Play Off de la NBA por el canal "Space".
En 2012 condujo junto a Carolina Losada un programa especial para dar cobertura a los Juegos Olímpicos Londres 2012 por la pantalla de ESPN. La emisión era un resumen de todo lo ocurrido en el evento durante cada jornada.
En los meses de abril y mayo de 2013 fue conductor junto con la modelo Zaira Nara del programa de entretenimiento Todos contentos y bastante locos, el cual fue cancelado por no cumplir con las expectativas que Telefe tenía en él.
Entre 2015 y 2016 condujo Pura Química, también por ESPN, junto a Mariano Zabaleta, Maju Lozano y equipo.
Desde 2016 hasta 2021 condujo Mejor de Noche, el cual originalmente se transmitió en el elnueve, antes de pasar en marzo de 2021 a la señal Net TV.
Desde junio de 2021, fue conductor de Estamos a tiempo por América TV y A24. En 2022 deja la conducción en manos de Mariano Yezze, aunque continuó con su sección de Pocas Pulgas, centrado en la adopción de mascotas abandonadas o perdidas, hasta mediados de aquel año.
En diciembre de 2022, condujo Nosotros a la mañana en reemplazo del Pollo Álvarez durante el período estival.

## Trayectoria

### TV

#### Canal 10
- Deportes, café y galletas (1993)
- La Pachanga (1994)

#### Telefe
- Adivina, Adivinador (1997)
- Buenos Días, Argentina (2005)
- Odisea (2005)
- 100% Lucha (2006-2010)
- AM (2006-2015)
- PM (2011)
- Todos contentos y bastante locos (2013)
- Los Vecinos en Guerra (2013)
- Explosión NBA (2014-2015)

#### elnueve
- La Guerra de los Sexos (2000-2001)
- Confianza Ciega (2002)
- Hasta Pronto Manu (2005)
- Mejor de Noche (2016-2021)

#### eltrece
- ¡Qué Espectáculo! (2001)
- Nosotros a la mañana (2022-2023)

#### ESPN
- Hablemos del Mundial (2002)
- Londres 2012 (2012)
- Pura Química (2015-2016)
- NBA (2016-presente)

#### FOX Sports
- La magia de la NBA (2003)

#### Net TV
- Mejor de Noche (2021)

#### América TV
- Estamos a tiempo (2021)
- Pocas Pulgas (2022)

### Radio

#### Metro 95.1
- Bonus Track (2021)

### Cine
| Cine | Cine                             | Cine          | Cine        | Cine |
| Año  | Título                           | Rol/Personaje | Dirección   |      |
| ---- | -------------------------------- | ------------- | ----------- | ---- |
| 2008 | 100% Lucha, la película          | Él mismo      | Juan Iribas |      |
| 2009 | 100% Lucha, el amo de los clones | Él mismo      | Juan Iribas |      |

## Vida personal
Desde 2009 está casado con María Laura Tedesco, con quien había empezado una relación en 2004.